# Augio

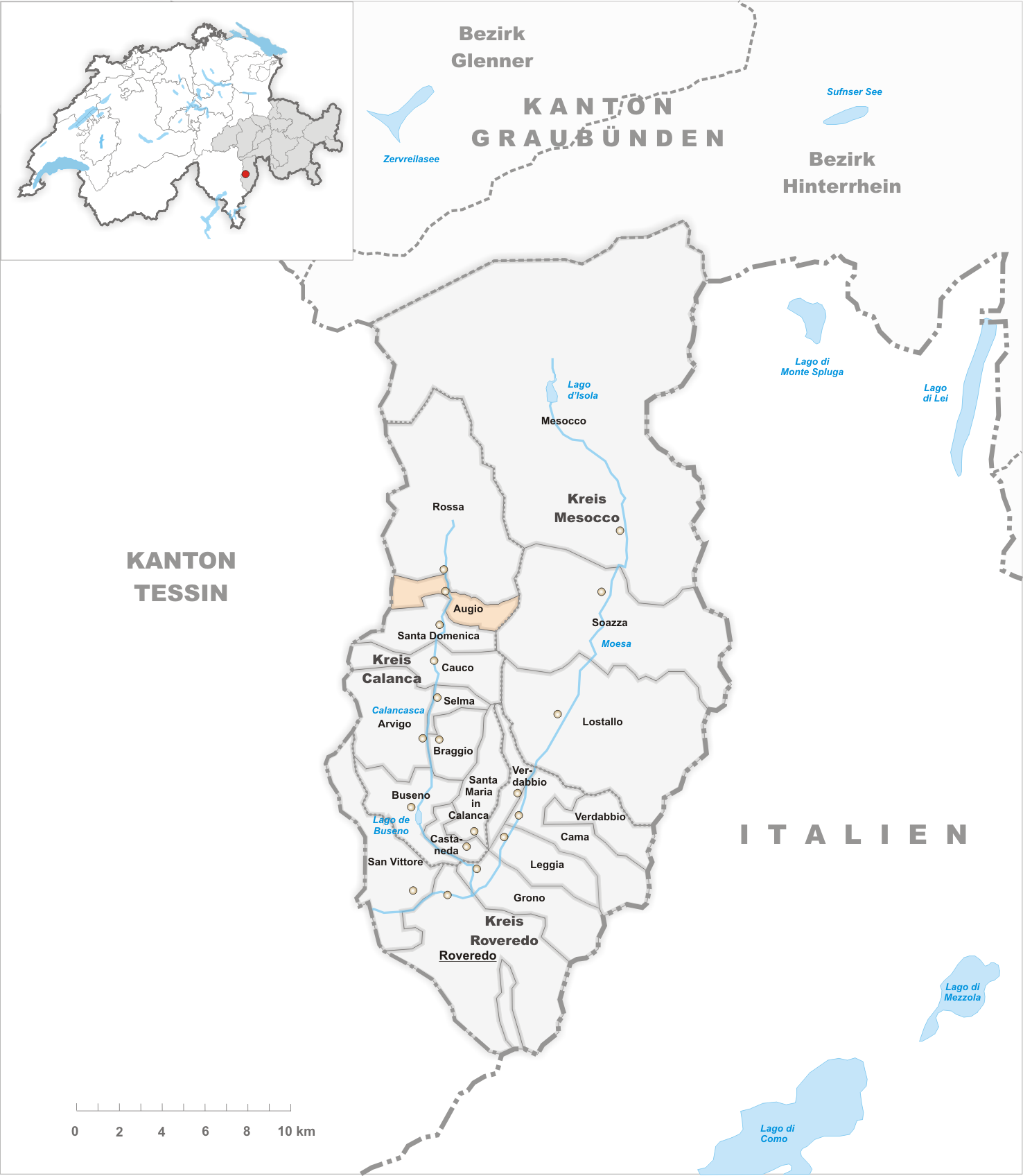
Gemeindestand vor der Fusion am 1. Januar 1982

Augio war eine selbstständige politische Gemeinde im ehemaligen Bezirk Moesa, Kanton Graubünden in der Schweiz. 1982 fusionierten Augio  und die ehemals selbständige Gemeinde Santa Domenica mit der Gemeinde Rossa zur neuen politischen Gemeinde Rossa.

## Geographie
Das Dorf liegt auf einer Höhe von 1034 m ü. M. Gemeinde und Dorf liegen am rechten Ufer der Calancasca im oberen Calancatal, 26 km nördlich von Bellinzona.

## Geschichte
Eine erste Erwähnung findet das Dorf im Jahre 1301 unter dem damaligen Namen Augio; 1584 gehörte es kirchlich zu Santa Domenica. Seit dem 12. Jahrhundert stand das Dorf unter der Herrschaft der Freiherren von Sax. Diese verkauften ihre Rechte 1480 an Gian Giacomo Trivulzio von Mailand. Als dieser 1496 in Streit geriet mit dem Herzog Ludovico Sforza von Mailand, trat es in den Grauen Bund ein, und Augio erhielt den Status einer halben Degagna (Nutzungsgenossenschaft).

## Bevölkerung
| Bevölkerungsentwicklung | Bevölkerungsentwicklung | Bevölkerungsentwicklung | Bevölkerungsentwicklung | Bevölkerungsentwicklung |
| ----------------------- | ----------------------- | ----------------------- | ----------------------- | ----------------------- |
| Jahr                    | 1850                    | 1900                    | 1950                    | 1980                    |
| Einwohner               | 168                     | 109                     | 102                     | 35                      |

## Sehenswürdigkeiten
- Katholische Pfarrkirche SS. Giuseppe e Antonio di Padova[2]
- Albergo al Cascata mit sala degli specchi[2]

## Persönlichkeit
- Rinaldo Spadino (* 4. Oktober 1925 in Augio (heute Gemeinde Rossa GR); † 15. Juni 1982 in Bellinzona), Journalist, Schriftsteller.[3][4]

## Bilder

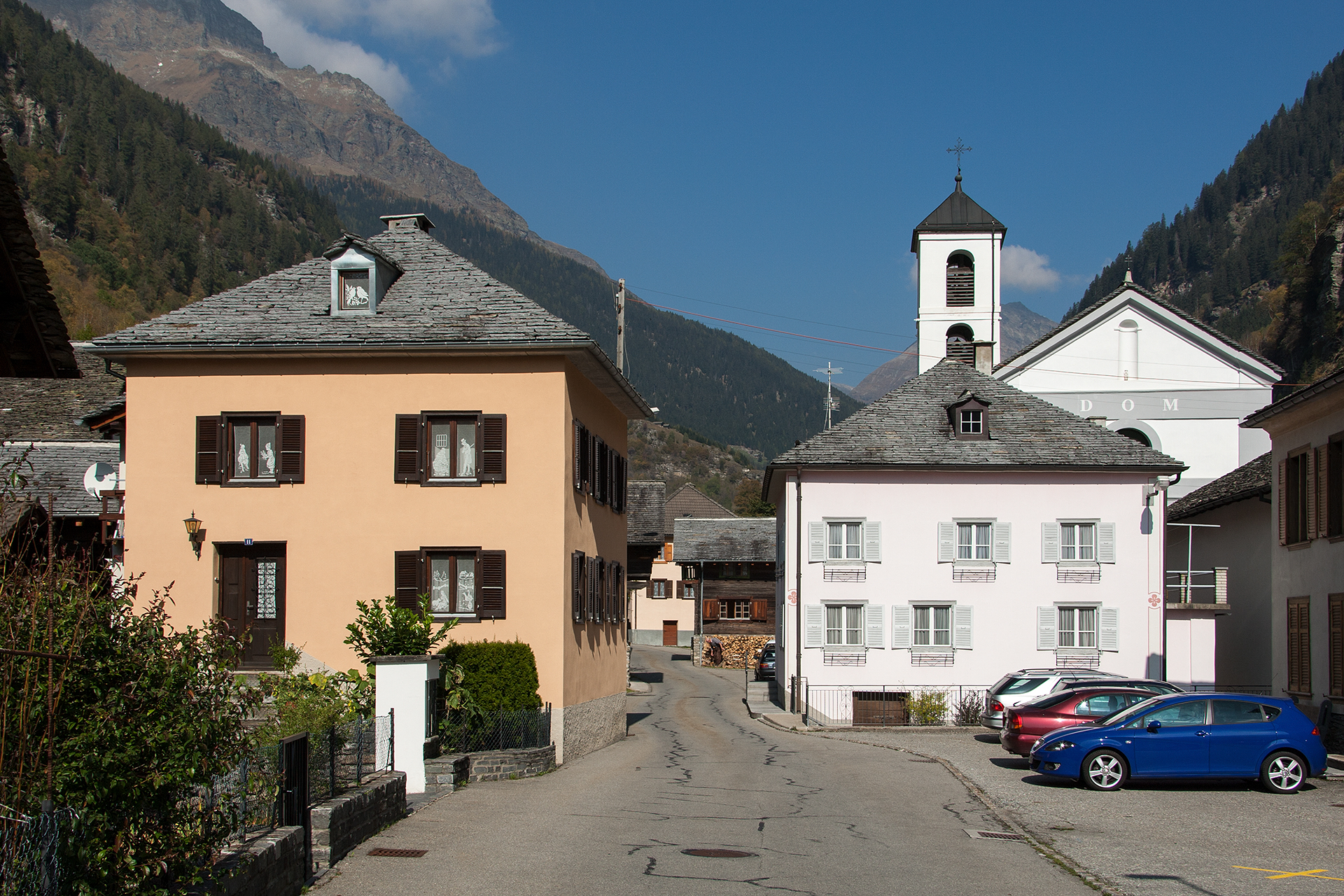
Dorfkern
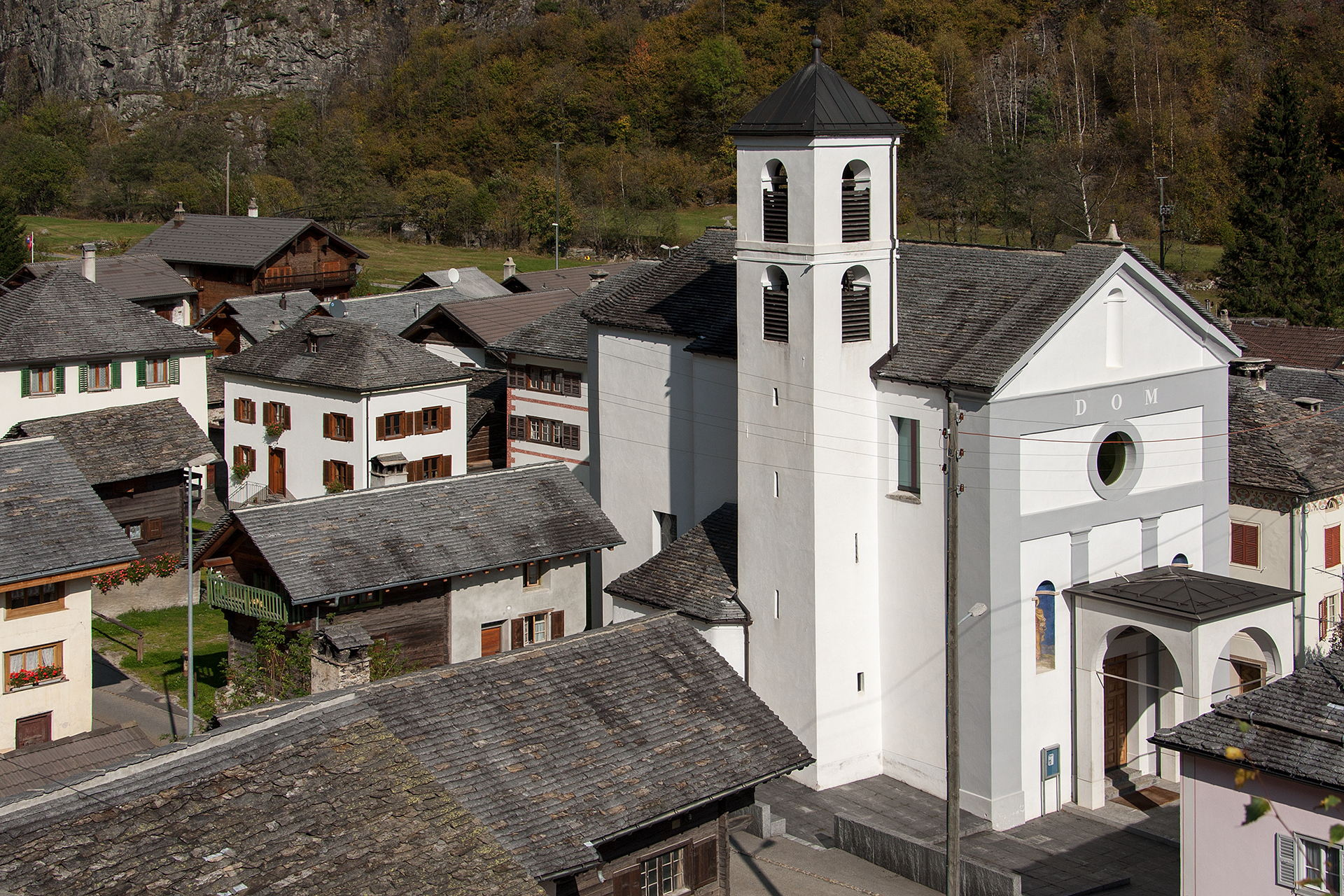
Pfarrkirche Santi Giuseppe e Antonio da Padova
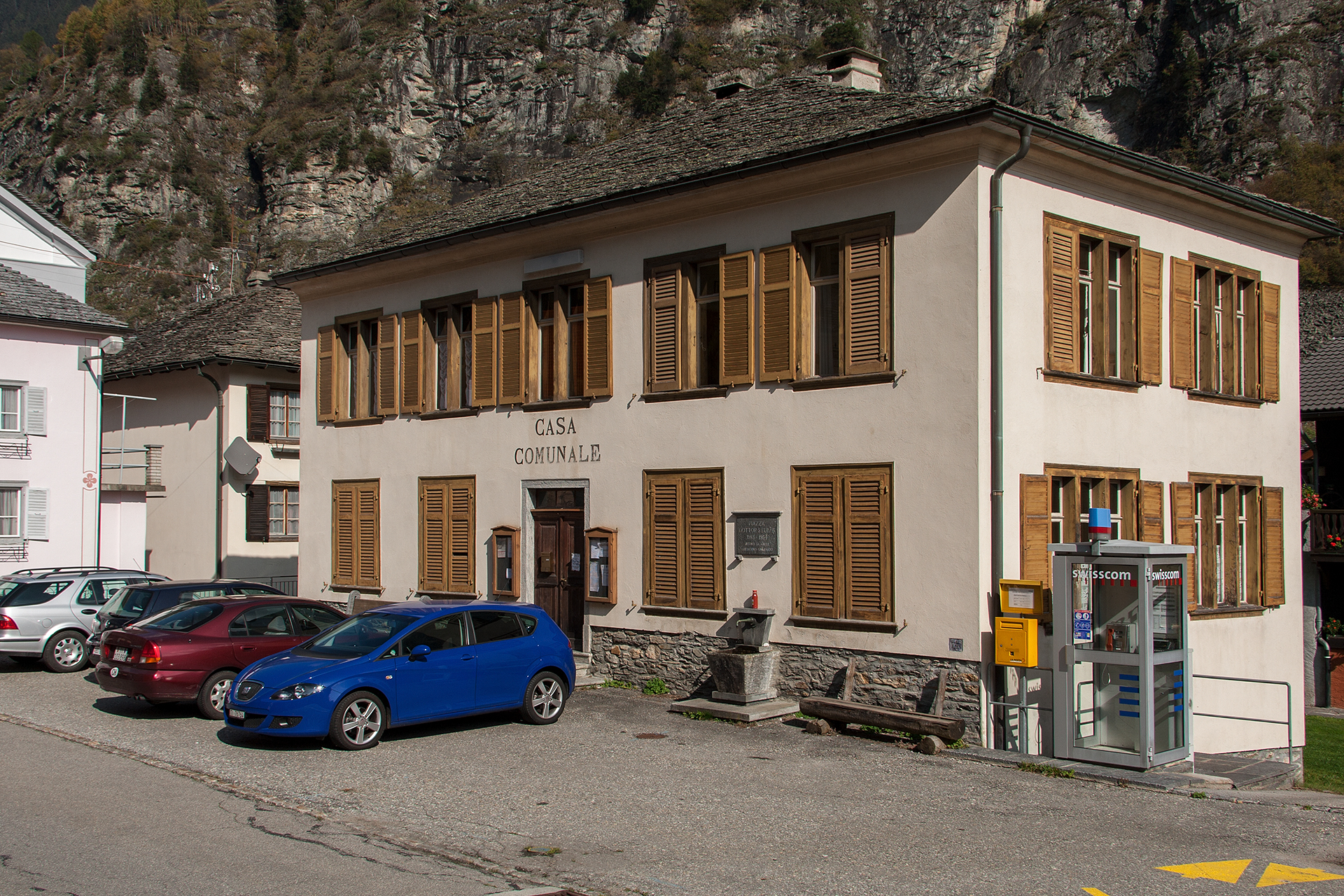
ehem. Gemeindehaus
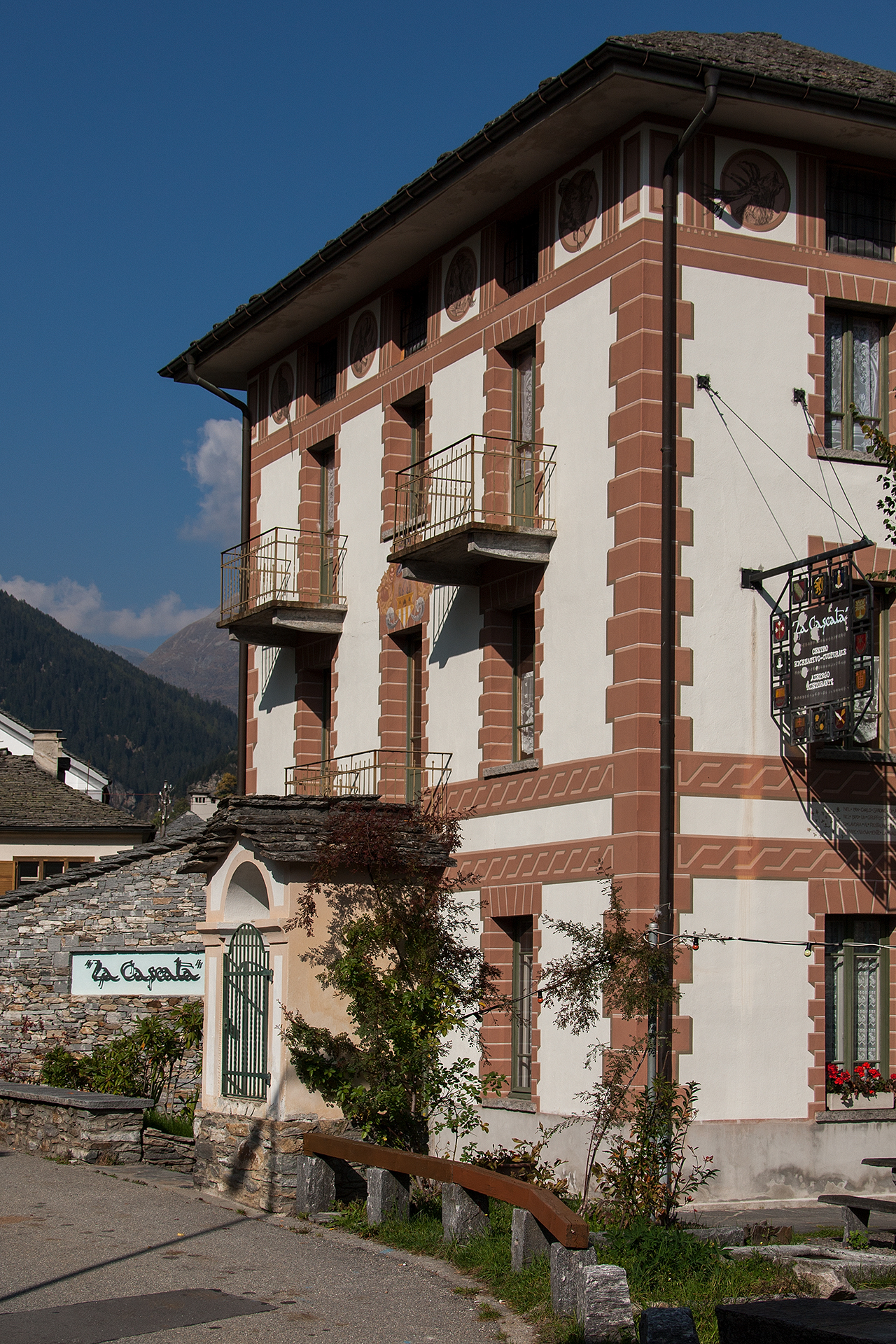
Casa Spadino